# Tampouy-Silmimossé
Pour les articles homonymes, voir Tampouy.
Ne doit pas être confondu avec Tampouy-Yarcé.
Tampouy-Silmimossé est une commune rurale située dans le département de Zitenga de la province de l'Oubritenga dans la région Plateau-Central au Burkina Faso.

## Santé et éducation
Le centre de soins le plus proche de Tampouy-Silmimossé est le centre de santé et de promotion sociale (CSPS) de Zitenga. Le centre médical avec antenne chirurgicale (CMA) de la province se trouve à Ziniaré.